# Le Bonheur en cadeau

Le Bonheur en cadeau (Debbie Macomber's Mrs. Miracle) est un téléfilm américain réalisé par Michael M. Scott et diffusé le 5 décembre 2009 sur Hallmark Channel.
Une suite, Miracle à Manhattan (Debbie Macomber's Call Me Mrs. Miracle), a été diffusée en décembre 2010.

## Synopsis
Veuf accablé, Seth Webster est à la recherche d'une baby-sitter pour l'aider avec ses jumeaux turbulents âgés de 6 ans. Madame Merkle apparaît mystérieusement et devient rapidement une nounou irremplaçable, une cuisinière, une amie et une marieuse.

## Fiche technique
- Titre original : Mrs. Miracle
- Réalisateur : Michael M. Scott
- Scénario : David Golden, Debbie Macomber (en)
- Durée : 106 minutes
- Pays :  États-Unis

## Distribution
- James Van Der Beek (VF : Thierry Wermuth) : Seth Webster
- Erin Karpluk (VF : Véronique Desmadryl) : Reba Maxwell
- Doris Roberts (VF : Monique Martial) : Madame Merkle
- Michael Strusievici : Judd Webster
- Valin Shinyei (arz) : Jason Webster
- Chelah Horsdal (VF : Laurence Bréheret) : Kate Preston
- Wanda Cannon : Joan
- Johannah Newmarch : Vicki
- Patti Allan : Milly
- Pat Waldron : Madame Darling
- Peter Graham-Gaudreau (es) : Doug
- Dolores Drake : Madame Hampston
- Maggie Sullivun : Madame Cooper
- Candus Churchill : Madame Larson
- Rikki Gagne : Carrie
- Gordon Tipple (es) : le réparateur du sèche-linge
- Brittany Willacy : la vendeuse dans le magasin
- Almeera Jiwa : Cindy
- Dalila Bela : la jeune fille